# Liste de films australiens sortis dans les années 2010
La page ci-dessous regroupe les films australiens sortis dans les années 2010. Ils sont triables par titre sorti en France, titre original, réalisateur, année de sortie (première mondiale) et autres pays producteurs (en cas de coproduction).

## Liste des films
| Titre en France                      | Titre original                                | Réalisateur                    | Date de sortie    | Autres pays producteurs |
| ------------------------------------ | --------------------------------------------- | ------------------------------ | ----------------- | ----------------------- |
| Animal Kingdom                       | Animal Kingdom                                | David Michôd                   | 3 juin 2010       |                         |
| L'Arbre                              | The Tree                                      | Julie Bertuccelli              | 11 août 2010      |                         |
| Commandos de l'ombre                 | Beneath Hill 60                               | Jeremy Sims                    | 15 avril 2010     |                         |
| Demain, quand la guerre a commencé   | Tomorrow, When the War Began                  | Stuart Beattie                 | 2 septembre 2010  |                         |
| I Love You Too (en)                  | I Love You Too                                | Daina Reid (en)                | 25 avril 2010     |                         |
| Red Hill                             | Red Hill                                      | Patrick Hughes                 | 14 février 2010   |                         |
| The Reef                             | The Reef                                      | Andrew Traucki                 | 17 mai 2010       |                         |
| Uninhabited (en)                     | Uninhabited                                   | Bill Bennett (en)              | 14 mai 2010       |                         |
| Wasted on the Young (en)             | Wasted on the Young                           | Ben C. Lucas                   | 13 juin 2010      |                         |
| The Kings of Mykonos (en)            | Wog Boy 2: Kings of Mykonos                   | Peter Andrikidis (en)          | 20 mai 2010       |                         |
| A Heartbeat Away (en)                | A Heartbeat Away                              | Gale Edwards (en)              | 17 mars 2011      |                         |
| Les Crimes de Snowtown               | Snowtown                                      | Justin Kurzel                  | 25 février 2011   |                         |
| L'Œil du cyclone                     | The Eye of the Storm                          | Fred Schepisi                  | 23 juillet 2011   |                         |
| The Hunter                           | The Hunter                                    | Daniel Nettheim                | 9 septembre 2011  |                         |
| Little Johnny: The Movie             | Little Johnny: The Movie                      | Ralph Moser                    | 1er avril 2011    |                         |
| Mad Bastards (en)                    | Mad Bastards                                  | Brendan Fletcher               | janvier 2010      |                         |
| Oranges and Sunshine                 | Oranges and Sunshine                          | Jim Loach (en)                 | 8 octobre 2010    |                         |
| Red Dog                              | Red Dog                                       | Kriv Stenders                  | février 2011      |                         |
| Le Royaume de Ga'hoole               | Legend of the Guardians: The Owls of Ga'Hoole | Zack Snyder                    | 24 septembre 2010 |                         |
| Sanctum                              | Sanctum                                       | Alister Grierson               | 3 février 2011    |                         |
| Sleeping Beauty                      | Sleeping Beauty                               | Julia Leigh                    | 23 juin 2011      |                         |
| 100 Bloody Acres (en)                | 100 Bloody Acres                              | Cameron et Colin Cairnes       | 4 août 2012       |                         |
| Any Questions for Ben? (en)          | Any Questions for Ben?                        | Rob Sitch                      | 9 février 2012    |                         |
| Monster Pies                         | Monster Pies                                  | Lee Galea                      | avril 2013        |                         |
| Bait                                 | Bait 3D                                       | Kimble Rendall                 | 5 septembre 2012  |                         |
| Burning Man                          | Burning Man                                   | Jonathan Teplitzky (en)        | 17 novembre 2011  |                         |
| Dead Europe (en)                     | Dead Europe                                   | Tony Krawitz                   | 14 juin 2012      |                         |
| The King Is Dead!                    | The King Is Dead!                             | Rolf de Heer                   | 12 juillet 2012   |                         |
| Lore                                 | Lore                                          | Cate Shortland                 | 10 septembre 2012 |                         |
| Mental                               | Mental                                        | Paul John Hogan                | 18 août 2012      |                         |
| Ne convient pas pour les enfants     | Not Suitable for Children                     | Peter Templeman                | 6 juin 2012       |                         |
| Les Saphirs                          | The Sapphires                                 | Wayne Blair                    | 19 mai 2012       |                         |
| Reverse Runner (en)                  | Reverse Runner                                | Lachlan Ryan , Jarrod Theodore | 11 octobre 2012   |                         |
| Wish You Were Here                   | Wish You Were Here                            | Kieran Darcy-Smith             | 19 janvier 2012   |                         |
| Satellite Boy (en)                   | Satellite Boy                                 | Catriona McKenzie              | 8 septembre 2012  |                         |
| Gatsby le Magnifique                 | The Great Gatsby                              | Baz Luhrmann                   | 1er mai 2013      |                         |
| The Turning                          | The Turning                                   | Plusieurs réalisateurs         | 26 août 2013      |                         |
| Charlie's Farm                       | Charlie's Farm                                | Chris Sun                      | 4 décembre 2014   |                         |
| La Grande Aventure de Maya l'abeille | Maya the Bee                                  | Alexs Stadermann               | 4 septembre 2014  |                         |
| La Grande Aventure Lego              | The Lego Movie                                | Phil Lord , Chris Miller       | 7 février 2014    |                         |
| Healing                              | Healing                                       | Craig Monahan                  | 8 mai 2014        |                         |
| I, Frankenstein                      | I, Frankenstein                               | Stuart Beattie                 | 22 janvier 2014   |                         |
| If You Love Me...                    | The Little Death                              | Josh Lawson                    | 13 juin 2014      |                         |
| Kill Me Three Times                  | Kill Me Three Times                           | Kriv Stenders                  | 6 septembre 2014  |                         |
| Mister Babadook                      | The Babadook'                                 | Jennifer Kent                  | 17 janvier 2014   |                         |
| The Mule                             | The Mule                                      | Angus Sampson, Tony Mahony     | 9 mars 2014       |                         |
| My Mistress                          | My Mistress                                   | Stephen Lance                  | 14 août 2014      |                         |
| Prédestination                       | Predestination                                | Michael et Peter Spierig       | 8 mars 2014       |                         |
| La Promesse d'une vie                | The Water Diviner                             | Russell Crowe                  | 26 décembre 2014  |                         |
| The Rover                            | The Rover                                     | David Michôd                   | 18 mai 2014       |                         |
| Son of a Gun                         | Son of a Gun                                  | Julius Avery                   | 16 octobre 2014   |                         |
| Tracks                               | Tracks                                        | John Curran                    | 29 août 2013      |                         |
| Wolf Creek 2                         | Wolf Creek 2                                  | Greg McLean                    | 30 août 2013      |                         |
| All About E                          | All About E                                   | Louise Wadley                  | 22 juin 2015      |                         |
| Arrows of the Thunder Dragon         | Arrows of the Thunder Dragon                  | Greg Sneddon                   | juillet 2015      | Drapeau du Bhoutan      |
| The Dressmaker                       | The Dressmaker                                | Jocelyn Moorhouse              | 14 septembre 2015 |                         |
| Les Invitées                         | The Guests                                    | Shane Danielsen                | 23 mai 2015       |                         |
| Life                                 | Life                                          | Anton Corbijn                  | 9 février 2015    |                         |
| Looking for Grace                    | Looking for Grace                             | Sue Brooks                     | 3 septembre 2015  |                         |
| Mad Max: Fury Road                   | Mad Max: Fury Road                            | George Miller                  | 7 mai 2015        |                         |
| Partisan                             | Partisan                                      | Ariel Kleiman                  | 25 janvier 2015   |                         |
| Strangerland                         | Strangerland                                  | Kim Farrant                    | 23 janvier 2015   |                         |

### Sites généraux
- (en) Liste de films australiens sur l'Internet Movie Database
- (en) The Best of Australian Film

### Divers
| Organismes nationaux - (en) Screen Australia - (en) National Film and Sound Archive of Australia (NFSA) - (en) Australian Film Commission (AFC) - (en) Australian Film, Television and Radio School (AFTRS) - (en) Film Australia - (en) Australian Film Finance Corporation (FFC) - (en) Australia Council - (en) Office of Film and Literature Classification (OFLC) - (en) Australian Film Institute (AFI) - (en) Australian Screen Directors Association (ASDA) - (en) Film and Television Institute, Perth (FTI) Organismes d’État - (en) Pacific Film & Television Commission - (en) Film Victoria - (en) South Australian Film Corporation (SAFC) - (en) New South Wales Film and Television Office (NSWFTO) - (en) Darwin Film Society - (en) Melbourne Super 8 Film Group - (en) « NT Filmmakers Association »(Archive.org • Wikiwix • Archive.is • Google • Que faire ?) - (en) ACT Filmmakers' Network | Festivals - (en) Flickerfest Short Film Festival - (en) Melbourne Queer Film & Video Festival - (en) Tropicana/Tropfest Short Film Festival - (en) IF (Inside Film magazine) Awards - (en) Brisbane International Film Festival - (en) Festival of Perth Film Season - (en) Melbourne International Film Festival - (en) Sydney Film Festival - (en) Newtown Flicks Short Film Festival Collections et ressources - (en) australianscreen Australia's audiovisual heritage online - (en) filmtvbiz - (en) ACMI Collections - (en) AFI Library - (en) Cinephilia - (en) Australian War Film Archive - (en) Australian WWW Film & Television Production Service Autres - (en) Australian Centre for the Moving Image (ACMI) - (en) Reading Room resources |